# 个人生活
個人生活是指個人的私人領域生活各方面的整體概念，相對於公眾領域生活如：工作、社交、學習等公眾群體活動。特別是被視為對個人選擇作出貢獻和身份認同。
在過去，大多數人的時間受限於食物和住所等必需品，因此可使用時間受限。人們認同他們在社區中的社會角色，並根據需要而不是個人選擇從事工作。基於社會認同的需求，少數人可滿足"隱私"這個需求。
現在，隨著科技的發展，個人生活的方式趨向多樣化。

## 另見
- 日常生活
- 人類生態學
- 生活型態
- 需求层次理论
- 生命的意義
- 个人理财
- 簡單生活
- 工作與生活的平衡

## 延伸閱讀
- The Psychopathology of Everyday Life (1901) – 西格蒙德·弗洛伊德
- Critique of Everyday Life (1947) – 昂希·列斐伏爾
- The Revolution of Everyday Life (1967) – Raoul Vaneigem
- The Practice of Everyday Life (1974) – Michel de Certeau
- The Everyday Life Reader, 2001, edited by Ben Highmore. ISBN 0-415-23025-X
- Ways of Living: Work, Community and Lifestyle Choice (2009) – Paul Blyton, Betsy Blunsdon, Ken Reed. ISBN 0-230-20228-4
- English Life and Leisure. A social study., (1952) – Seebohm Rowntree
- The Sociological Ambition (2001) – Chris Shilling and Philip A Mellor（页面存档备份，存于）, ISBN 978-0-7619-6548-0